# Kreis Szekszárd
Der Kreis Szekszárd (ungarisch Szekszárdi járás) ist ein Kreis im Südosten des südungarischen Komitats Tolna. Er grenzt im Westen an die Kreise Bonyhád und Tamási, im Nordosten an den Kreis Paks sowie im Osten an den Kreis Tolna. Im Südosten bildet der Kreis Baja aus dem Komitat Bács-Kiskun die Grenze.

## Geschichte
Der Kreis ging während der ungarischen Verwaltungsreform Anfang 2013 aus dem gleichnamigen Kleingebiet (ungarisch Szekszárdi kistérség) hervor. 17 der 26 Gemeinden des Kleingebiets wurden übernommen (63,6 % der Fläche bzw. 71,2 % der damaligen Bevölkerung). Die anderen 9 Gemeinden gelangten an die Kreise Bonyhád und Tolna (jeweils 4 Gemeinden) sowie Paks (1).

## Gemeindeübersicht
Der Kreis Szekszárd hat eine durchschnittliche Gemeindegröße von 3.407 Einwohnern auf einer Fläche von 38,60 Quadratkilometern. Ohne die Kreisstadt reduzieren sich diese Werte auf 1.567 Ew. bzw. 34,99 km². Die Bevölkerungsdichte des drittgrößten Kreises mit der zweithöchsten Bevölkerungszahl ist die höchste im Komitat.

Der Kreissitz befindet sich in der größten Stadt, Szekszárd, nahezu in der Mitte des Kreises gelegen. Szekszárd ist außerdem Verwaltungssitz des Komitats Tolna und verfügt über Komitatsrechte (ungarisch Megyei jogú város).
| 17 Gemeinden    | Status       | Herkunft Kleingebiet | Einwohnerzahl | Einwohnerzahl | Einwohnerzahl | Fläche (km²) | Bevölkerungs- dichte (Ew./km²) |
| 17 Gemeinden    | Status       | Herkunft Kleingebiet | 01.10.2011    | 01.01.2013    | 01.01.2016    | 01.01.2016   | Bevölkerungs- dichte (Ew./km²) |
| --------------- | ------------ | -------------------- | ------------- | ------------- | ------------- | ------------ | ------------------------------ |
| Alsónána        | Gemeinde     | Szekszárd            | 720           | 731           | 697           | 13,14        | 53,0                           |
| Alsónyék        | Gemeinde     | Szekszárd            | 747           | 755           | 751           | 31,90        | 23,5                           |
| Báta            | Gemeinde     | Szekszárd            | 1.749         | 1.742         | 1.650         | 66,16        | 24,9                           |
| Bátaszék        | Stadt        | Szekszárd            | 6.370         | 6.380         | 6.118         | 63,68        | 96,1                           |
| Decs            | Großgemeinde | Szekszárd            | 3.839         | 3.843         | 3.746         | 94,68        | 39,6                           |
| Harc            | Gemeinde     | Szekszárd            | 901           | 898           | 872           | 15,86        | 55,0                           |
| Kistormás       | Gemeinde     | Szekszárd            | 328           | 342           | 339           | 11,35        | 29,9                           |
| Kölesd          | Gemeinde     | Szekszárd            | 1.492         | 1.515         | 1.501         | 38,13        | 39,4                           |
| Medina          | Gemeinde     | Szekszárd            | 827           | 769           | 795           | 22,24        | 35,7                           |
| Őcsény          | Gemeinde     | Szekszárd            | 2.408         | 2.365         | 2.309         | 72,61        | 31,8                           |
| Pörböly         | Gemeinde     | Szekszárd            | 550           | 558           | 541           | 11,11        | 48,7                           |
| Sárpilis        | Gemeinde     | Szekszárd            | 669           | 670           | 692           | 21,70        | 31,9                           |
| Sióagárd        | Gemeinde     | Szekszárd            | 1.228         | 1.236         | 1.222         | 24,40        | 50,1                           |
| Szálka          | Gemeinde     | Szekszárd            | 585           | 588           | 571           | 17,08        | 33,4                           |
| Szedres         | Gemeinde     | Szekszárd            | 2.275         | 2.284         | 2.191         | 46,31        | 47,3                           |
| Szekszárd       | Stadt        | Szekszárd            | 34.296        | 33.599        | 32.844        | 96,28        | 341,1                          |
| Várdomb         | Gemeinde     | Szekszárd            | 1.138         | 1.137         | 1.084         | 9,55         | 113,5                          |
| Kreis Szekszárd |              |                      | 60.122        | 59.412        | 57.923        | 656,18       | 88,3                           |